# Баколь
Баколь (сом. Bakool) - регіон, провінція (сом. gobol) на південному заході Сомалі. Його центром є Худдур.

## Опис
Межує з Ефіопією (Огаден в регіоні Сомалі), сомалійськими регіонами Хіран, Бай і Гедо.
Баколь, як Гедо і Бай, а також більша частина Середньої Джубба (Jubbada Dhexe) були частиною старого Верхнього Регіону, розділеного в середині 1980-х.
У березні 2014 года Збройні сили Сомалі за підтримки ефіопського батальйону і АМІСОМ відбили Худдур (столицю регіону Баколі) у збройної групи Аль-Шабаб.  Наступальна операція була частиною посилених військових дій об'єднаних сил з повалення повстанської групи з решти під її контролем областей на півдні Сомалі. 